# Battaglia di Vukovar
La battaglia di Vukovar indica l'assedio della città croata di Vukovar da parte dell'Armata Popolare Jugoslava (JNA) con l'appoggio di milizie paramilitari serbe nell'ambito della guerra d'indipendenza croata.
L'assedio durò 87 giorni, tra l'agosto e il novembre 1991 e si concluse con la sconfitta e il ritiro della locale guarnigione della Guardia Nazionale Croata e la quasi totale devastazione di Vukovar, pesantemente sottoposta al fuoco delle artiglierie.

## Lo svolgimento
Il 3 novembre, le truppe regolari jugoslave attraversarono il Danubio e lanciarono un violento attacco combinato che, a prezzo di severe perdite in uomini e mezzi, riuscì a dividere in due sacche il perimetro dei difensori: a nord, il villaggio di Borovo Selo (già per metà occupato dalle truppe jugoslave) e a sud la città di Vukovar. Le condizioni della difesa erano ormai disperate: l'artigliera croata, schierata a Nuštar e Osijek, era scarsa e poco efficace, i mezzi corazzati erano solo 2 carri T-55 catturati, le munizioni scarse. I rifornimenti arrivavano ormai solo di notte e col contagocce attraverso l'unica strada utilizzabile, una strada sterrata attraverso i campi di mais battuta dal fuoco jugoslavo.
Nell'ospedale di Vukovar i feriti si ammassavano nei corridoi e nelle cantine: il personale sanitario era ormai privo di tutto. I medicinali erano gli unici rifornimenti che giungevano dall'esterno, prevalentemente grazie a degli espedienti; i croati utilizzarono perfino vecchi biplani Antonov An-2 decollati da Osijek in missioni notturne di aviolancio di medicinali. Tutti gli apparecchi vennero perduti.

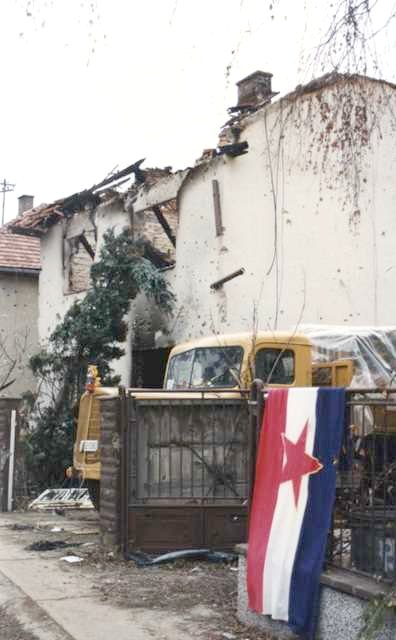
Una bandiera della Jugoslavia socialista fra le rovine della città

Il 10 novembre un feroce assalto jugoslavo conquistò i 2/3 della città, costringendo i difensori in pochi isolati addossati al Danubio. La città, ridotta a un cumulo di macerie dagli incessanti bombardamenti, era ormai del tutto circondata. Per un'intera settimana, la guarnigione croata contese disperatamente l'avanzata alle soverchianti forze jugoslave, finché Vukovar cadde il 19 novembre.
Sporadiche sacche di resistenza vennero soffocate entro il giorno 20. Le milizie paramiltari serbe furono le prime ad entrare in città: fra di esse vi erano le famigerate "Aquile Bianche" (Beli Orlovi) e i reparti del famigerato Comandante Arkan. Pochissimi dei difensori croati riuscirono a fuggire, attraverso sentieri nei campi di mais e a prezzo di gravi rischi: la maggior parte dei sopravvissuti della guarnigione venne fatta prigioniera.
La dottoressa Vesna Bosanac, direttrice dell'ospedale di Vukovar, si offrì di restare per garantire ai feriti ricoverati un corretto trattamento da parte dei serbi; ma fu arrestata e condotta via, ed i feriti croati, civili e militari sono stati sterminati ed i corpi occultati. Anche la popolazione civile di Vukovar, a maggioranza croata, subì molte violenze e maltrattamenti, e centinaia di persone risultano scomparse a tutt'oggi in quanto non rinvenuti i corpi.

## Le conseguenze
Sebbene la sconfitta fu una perdita simbolicamente significativa per la neonata Croazia – che tornò in possesso della città solo nel 1998 – rappresentò per l'JNA una vittoria di Pirro, consentendo a Zagabria di coronare la propria lotta per l'indipendenza ottenendo l'appoggio e il consenso della comunità internazionale e l'attenzione dei media occidentali.
La battaglia suscitò un'enorme eco nell'opinione pubblica croata ed europea, e la stampa battezzò Vukovar "la Stalingrado croata".

## Le forze in campo
I combattimenti furono tra i più violenti del conflitto, i difensori croati (inquadrati nella 3ª e 204ª Brigata ZNG) contesero ogni palmo di terreno agli assalitori. L'armata popolare jugoslava (JNA), lanciò numerosi attacchi per tutto il mese di ottobre 1991 che si conclusero con la perdita di decine di veicoli corazzati e centinaia di uomini.
Artisti, letterati, giornalisti croati si arruolarono volontari per partecipare alla difesa della città; anche l'anziano conte tedesco Jakob zu Elz, originario di Vukovar, si arruolò tra i difensori. In particolare, tra i difensori croati si distinsero gli uomini della compagnia HOS di Vukovar (Vukovarska Satnija HOS-a), giunti a metà settembre, e gli altri volontari HOS, arrivati alla spicciolata attraverso l'unica strada rimasta aperta (Osijek-Nustar-Bogdanovci), comandati dal maggiore Robert Šilić, che cadrà in combattimento il 13 novembre assieme a quasi tutti i suoi uomini, in uno degli ultimi disperati contrattacchi per tentare di respingere le colonne corazzate dell'esercito federale jugoslavo.
Al culmine degli scontri l'esercito federale jugoslavo aveva schierato ben 2 Corpi (Nord e Sud) con 5 Brigate d'élite attorno alla città (18ª meccanizzata, 51ª meccanizzata, 1ª meccanizzata Guardie, 453ª meccanizzata, 251ª corazzata) per un totale di 19 000 uomini, più un numero imprecisato di volontari serbi appartenenti alle milizie paramilitari (Cetnici). Stime neutrali ritengono che ci fossero più di 30 000 combattenti impegnati a stringere d'assedio la città, contro meno di 2000 difensori.